# Neostromboceros albopunctatus
Neostromboceros albopunctatus – gatunek błonkówki  z rodziny pilarzowatych i podrodziny Selandriinae.
Gatunek ten opisany został w 2000 roku przez Attilę Harisa na podstawie 6 okazów odłowionych w 1983 roku.
Błonkówka ta ma ciało o długości od 6,5 do 7,1 mm. Głowa jej jest czarna z białymi nadustkiem i wargą górną, gęsto i grubo punktowana. Przedni brzeg nadustka jest u szeroko wykrojony na głębokość około ¼ jego długości. Policzki są tak wąskie, że przybierają kształt linii. Tułów jest czarny z biało zaznaczonymi krawędziami niektórych sklerytów oraz białymi cenchri i prepektusem. Zarówno głowę i jak tułów porasta gęste, białe owłosienie. Odnóża są biało-czarne z białawobrązową plamką na nasadowych członach stóp. Skrzydła są przydymione. Te przedniej pary mają od 5,9 do 6,6 mm długości. Odwłok u samców jest całkowicie czarny, natomiast u samic tylne krawędzie wszystkich tergitów oraz linie środkowe tergitów od siódmego do dziewiątego są białe. Ponadto samice mają krótkie, porośnięte czarnymi włoskami pokładełko.
Owad znany wyłącznie z lokalizacji typowej w nepalskim Katmandu.